# Нур Мохаммад Тараки
Нур Моха́ммад Тараки́ (пушту نور محمد ترکی‎; 15 июля 1917 — 9 октября 1979) — афганский общественный, политический и государственный деятель; писатель, журналист, генеральный секретарь ЦК НДПА (1965—1967 и 1977—1979) и лидер её фракции «Хальк». После Саурской революции и прихода к власти партии НДПА стал председателем Революционного совета и премьер-министром Афганистана (1978—1979), проводя марксистскую политику в Афганистане. Однако социально-экономические реформы, проводимые партией под руководством Тараки, вызвали недовольство богатых слоёв населения и реакционного исламского духовенства в стране и активизацию вооружённого сопротивления, переросшее в гражданскую войну. Его кратковременное правление ознаменовалось внутрипартийной борьбой, репрессиями и осложнением военно-политической обстановки в стране. Свергнут в сентябре 1979 года и тайно убит.

## Биография

### Ранние годы
Нур Мохаммад Тараки родился 15 июля 1917 года в кишлаке Калай уезда Нава провинции Газни — в пуштунской крестьянской семье, принадлежащей к ветви буран племени тарак гильзайского племенного союза. По данным Слинкина, отец «занимался также мелкой контрабандой, курсируя между Афганистаном и Индией», а мать происходила из другого гильзайского племени — сулейманхель. Тараки окончил начальную школу в Мукуре, позднее 10-летнюю английскую вечернюю школу в Бомбее. Возвратившись домой, он в 1932 году стал посыльным в компании по экспорту фруктов «Пуштун Трейдинг К» в Кандагаре, затем за хорошую работу был повышен в ученики клерка и отправлен клерком представительства компании в Бомбей. Там же он впервые встретился с коммунистами (членами КПИ), а также с лидером пуштунского ненасильственного сопротивления британским колонизаторам Абдулом Гаффар-ханом.
В 1937 году Тараки вернулся в Афганистан, где вскоре стал публиковаться в различных газетах с публицистическими статьями. В 1947 году он вошёл в общественно-литературное движение «Виш залмиян» («Пробудившаяся молодёжь»), а с 1951 года — регулярно публикует статьи в открывшейся еженедельной газете общества «Ангар/Разгорающееся пламя». Его творчество было известно социально-бытовыми рассказами, очерками и повестями на пушту, реалистически изображающими трудную жизнь афганского крестьянства, ремесленников и рабочих. Тараки создал первый на пушту социальный роман «Скитания Банга» (1958), в котором широко показана картина жизни афганских трудящихся: кочевников-скотоводов, крестьян, рабочих шерстоткацкой фабрики, прислуги в богатом доме. Им также написаны такие повести, как «Спин» (1958), «Одинокий» (1962), способствовавших развитию реалистических тенденций в афганской литературе.
Генеральный директор Академии пушту Абдур Раоф Бенава помог Тараки устроиться на работу в Пресс-службу, где тот в 1952 году занял должность помощника директора информационного агентства Бахтар. Впоследствии его отправили пресс-секретарём посольства Афганистана в США. В 1953 году, вскоре после назначения двоюродного брата короля — Мухаммеда Дауда премьер-министром, Тараки на пресс-конференции в Нью-Йорке заявил, что существующие в Афганистане порядки «угнетательские и автократические, которые не изменятся в результате замены одного родственника короля на другого». Пять недель спустя в Карачи он дезавуировал свою пресс-конференцию и объявил, что возвращается в Афганистан. Согласно Хасану Какару, это стало возможным благодаря заступничеству Бенава и Мохаммада Акбара Парвани. Дэвид Эдвардс в своей книге «До Талибана. Генеалогия афганского джихада» указывает на то, что официальная «биография сообщает, что он [Тараки] возвратился в Афганистан, и, „по его возвращении в Кабул, он позвонил деспоту Дауду из кабульского кинотеатра и сказал ему следующее: 'Я — Нур Мохаммад Тараки. Я только что прибыл в Афганистан. Могу я направиться домой или я должен проследовать в тюрьму?’“ Биография не сообщает почему, но Дауд позволил ему направиться домой, но держал его под полицейским наблюдением в течение всего своего срока пребывания в должности премьер-министра». В Кабуле Тараки какое-то время был безработным.
По возвращении из Соединённых Штатов Н. М. Тараки читал марксистскую литературу на английском и персидском языках, работы писателей Иранской коммунистической партии Туде. Хасан Какар в своей работе «Афганистан. Советское вторжение и афганский ответ, 1979—1982 годы» пишет, что до отъезда в США Тараки не показывал никаких признаков того, что он марксист, и только к 1957, по мнению автора, Тараки превратился в коммуниста. В то же время Какар отмечает, что год-два спустя он провёл с ним дискуссию, и Тараки не произвёл на него впечатления того, что он коммунист, а просто показал себя недовольным левым (discontented leftist).
В период с 1955 по 1958 годы Нур Мохаммад Тараки работал переводчиком в т. н. «Заморской миссии США» в Кабуле, а с мая 1962 г. по сентябрь 1963 г. — переводчиком посольства США в Афганистане.

### НДПА и революция
В 1963 году Нур Мохаммад Тараки в первый раз посетил СССР. О его деятельности в этот период Слинкин пишет:

С 1963 года, когда к власти в стране пришло правительство М. Юсуфа, объявившее о намерении провести модернизацию государственного строя и демократические преобразования, Н. М. Тараки прерывает литературное творчество и полностью отдаётся подпольной работе по собиранию, организационному оформлению и идейно-политической подготовке оппозиционно настроенных монархическому режиму элементов, в основном из числа студенческих и учащейся молодёжи. Первой формой их объединения становятся марксистские кружки. Одновременно он устанавливает связи с активными деятелями либерально-демократического движения 1947—1952 годов. В сентябре 1963 года они создают инициативное политическое ядро по организации партии, названное «Руководящим комитетом» («Комитайи сарпараст»). Намерение этого комитета создать партию «Объединённый национальный фронт Афганистана», однако, не увенчалось успехом. Повинны в этом во многом были Н. М. Тараки и его единомышленники, которые в противовес взглядам умеренного крыла Руководящего комитета выступали за придание будущей партии характера левой организации и использовании в общественно-политической деятельности не только парламентских, но и всех возможных форм и средств борьбы.

1 января 1965 года на квартире Тараки в Кабуле нелегально прошёл первый (учредительный) съезд Народно-демократической партии Афганистана (НДПА), по итогам которого Тараки был избран Генеральным секретарём и членом Исполнительного комитета НДПА. Партия в своих действиях руководствовалась идеями «научного социализма», а конечной целью провозглашалось строительство социалистического общества. В том же году он баллотировался в нижнюю палату парламента от избирательного округа Нава в родной провинции, но потерпел поражение на выборах. В апреле следующего года Тараки был создан первый печатный орган НДПА — газета «Хальк», но спустя месяц она была закрыта. Тогда же он получил приглашение приехать в СССР «на лечение», затянувшееся на 42 дня, во время которого он встречался с сотрудниками международного отдела ЦК КПСС. В Баку на языке дари была опубликована и тайно переправлена в Афганистан его книга «Новая жизнь» (авторизованный перевод с английского советского учебника «Основы марксизма-ленинизма»). Вскоре в руководстве НДПА произошёл раскол, вызванный соперничеством и расхождением во взглядах лидеров партии Тараки и Бабрака Кармаля. Осенью 1966 года Кармаль со своими сторонниками вышел из состава ЦК и сформировал новую фракцию «Парчам» («Знамя»), которая официально именовала себя «НДПА — авангард всех трудящихся». В свою очередь сторонники Тараки стали называться «НДПА — авангард рабочего класса», более известная как «Хальк» («Народ»).
К апрелю 1978 года обстановка в Афганистане крайне обострилась. 17 апреля был убит член фракции «Парчам» Мир Акбар Хайбар, похороны которого вылились в демонстрацию против режима Дауда. 26 апреля в первом часу ночи по приказу Дауда полиция арестовали Тараки, секретаря ЦК Б. Кармаля, а также членов ЦК Г. Д. Панджшери, А. Х. Шараи Джаузджани, А. Ратебзад, д-ра Шах Вали и Незамуддина Тахзиба. Это стало сигналом для выступления сторонников НДПА. В результате военного переворота, названного Саурской революцией, офицеры-члены НДПА свергли режим Дауда и освободили из тюрьмы лидеров партии. Была провозглашена Демократическая Республика Афганистан (ДРА), высшим органом законодательной власти стал образованный 29 апреля Революционный совет. Председателем Ревсовета и одновременно премьер-министром стал Нур Мохаммад Тараки.
После революции была проведена массовая чистка госсапарата от сторонников прежней власти; сотни из них были казнены.

### Во главе государства

#### Социально-экономические преобразования

Флаг ДРА времён Нур Мохаммада Тараки.

Накануне Апрельской революции почти 86 % населения проживало в деревне, а 2,5 млн жителей страны, по официальным данным, вело кочевой и полукочевой образ жизни. Около 1/3 крестьянских хозяйств не имело земли, а значительная часть крестьян-собственников была обременена тяжёлой ростовщической задолженностью, выплачивая заимодавцам до 45 % годовых. До 88 % населения страны оставалось неграмотным (при этом только 28,8 % детей школьного возраста обучалось в школе), а на 16 млн жителей имелось всего 71 больница с 3600 койками, причём в самом Кабуле работало 84 % из 1027 проживающих в стране врачей. Встав у власти, администрация Тараки приступила к проведению радикальных экономических и социальных реформ, которые вошли в противоречие с укоренившимися в афганском обществе социально-религиозными традициями.

##### Земельная реформа
28 ноября 1978 года был принят декрет № 8 о земельной реформе, а в январе 1979 года началось её осуществление. В интервью пакистанскому журналисту Н. М. Тараки назвал её «главной задачей революции». Суть реформы сводилось к тому, что у крупных собственников конфисковывались излишки земли в размере 30 джарибов (6 га) и безвозмездно передавались крестьянам. По официальным данным, к середине июля 1979 года у 33 тыс. малеков было изъято 666 тысяч га земли, которые государство бесплатно передало 297 тыс. крестьянам. В стране создавались снабженческо-сбытовые кооперативы. С момента подготовки и реализации земельной реформы были допущены множество ошибок. В самом начале руководитель группы советских советников-аграрников П. С. Федорук информировал Центр: «…земельная реформа по декрету № 8 затрагивает 272 тыс. средних и крупных землевладельцев, хотя нужды в этом на данном этапе никакой нет. Дело в том, что основными врагами апрельской революции могли бы быть только крупные землевладельцы и то не все. Из 22 тыс. наиболее крупных землевладельцев всего лишь 7 тысяч, у которых в собственности находятся около 1 млн га самых хороших земельных угодий. Вот с них-то и надо было бы начинать конфискацию земель с последующим распределением её между безземельными крестьянами и организацией образцовых государственных хозяйств. Что касается 250 тыс. землевладельцев, имевших средние размеры участков, то их следовало бы привлечь на сторону народного правительства путём поддержки и стимулирования середняка в производстве сельскохозяйственной продукции до тех пор, пока не окрепнет государственный сельскохозяйственный сектор, о чём неоднократно подчёркивалось в беседе с министром сельского хозяйства и земельной реформы Салех Мухаммедом Зераем и его заместителем Ф. Р. Рахимом».
В глазах консервативного населения такая политика представляло собой посягательство властей на частную земельную собственность, освящённую в их сознании религией и вековыми традициями. Позднее в 1986 году руководство Афганистана в лице генерального секретаря ЦК НДПА Наджибуллы признало провал аграрной реформы: «Задумаемся все вместе, что же у нас происходит: в крестьянской стране мы не занимаемся как следует крестьянством. Такой животрепещущий вопрос, как земля и вода, мы пытались решить выдачей абстрактных документов, направляя поток бумаг на голову крестьян. Мы начали аграрную реформу не с того конца, разрушая сложившиеся производственные отношения, не считаясь с национальными обычаями, традициями и правами».

##### Другие реформы
Декретом Революционного совета № 6 от 12 июня 1978 года была ликвидирована задолженность крестьян ростовщикам и помещикам. Данное мероприятние затронуло 75 % крестьян, в результате чего, по оценке специалистов министерства сельского хозяйства ДРА, 11 млн крестьян были освобождены от уплаты долгов ростовщикам и крупным землевладельцам. В октябре специальным декретом правительства женщинам были предоставлены равные права с мужчинами. Был установлен минимальный возраст вступления в брак (18 лет для мужчины и 16 лет для женщины), отменены принудительные браки и запрещён древний обычай выкупа за невесту. Вот как комментировал данный шаг правительства тогдашний посол США в Афганистане Адольф Дабс: «…Ликвидация калыма и расходов на свадьбу будет, возможно, с удовлетворением встречена потенциальными женихами и их родителями. Но обычай имеет в афганском обществе глубокие корни, как исторические, так и религиозные. Поэтому серьёзная попытка правительства навязать этот декрет, особенно в более консервативных сельских районах, непременно столкнётся с сопротивлением… Следует также отметить, что калым (махр) — это традиционно оговариваемая сумма денег, которая кладётся во время свадьбы на счёт невесты. Эти деньги остаются под контролем мужа, если он не разводится с женой. Если же состоится развод, то в этот момент деньги передаются жене. Практически это нечто вроде „алиментов“. Отмена этой протекции… поставила бы женщину в гораздо более уязвимое экономическое и социальное положение по сравнению с мужьями».
В связи с новой национальной политикой в стране стали издаваться газеты, вестись радиовещание и преподавание в школах на языках национальных меньшинств — узбекском, туркменском и белуджском. Правительство Тараки поставило перед собой задачу обучить основам грамоты в течение пяти лет 8 млн мужчин, женщин и внешкольной молодёжи в возрасте от 8 до 50 лет. В этих целях в государственный учреждениях, армии, деревнях, на предприятиях и т. п. стали организовываться курсы ликбеза, но особое внимание в борьбе с неграмотностью отводилось афганской деревне. Однако консервативное сельское население не приняло те методы и формы приобщения к грамоте, при которых тысячи добровольцев путём обращений, угроз и при помощи солдат и полицейских требовали от дороживших своей самобытностью и обычаями семейств отправлять женщин на занятия. По утверждению некоторых западных специалистов по Афганистану: «Именно на данной почве имели место первые случаи вооружённой конфонтации между властями и сельскими жителями».
С середины 1978 года по инициативе Амина стал насаждаться культ личности Тараки: в оборот вышли купюры с изображением Генерального секретаря ЦК НДПА, на всех собраниях вывешивались не менее пяти портретов афганского вождя, на газетных фотография его печатали крупнее остальных людей, которые стояли рядом, а в домах, где Тараки родился и жил, устроили музеи и т. д.. В партии и на заседаниях правительства Амин называл его «Звездой Востока», «Великим мыслителем», «Великим вождём», «Гением Востока», «Телом и душой партии» и т. д.. По оценке Какара Амин возвысил Тараки до уровня румынского лидера Николае Чаушеску.
4-7 декабря состоялся официальный дружественный визит Тараки в Советский Союз, где он и Л. И. Брежнев подписали сроком на 20 лет советско-афганский договор о дружбе, добрососедстве и сотрудничестве. В своей речи на обеде в Кремле 5 декабря 1978 года Нур Мохаммад Тараки говорил:
"Правительство Демократической Республики Афганистан за короткий семимесячный срок приступило к широким коренным преобразованиям в области политики, экономии, идеологии, культуры, науки и техники, социальных дел, направленным на улучшение условий жизни и духовного развития народа Афганистана. Указы Революционного совета Демократической Республики Афганистан явились мощными и сокрушительными ударами по последнему оплоту реакции - аристократии, феодализму и эксплуататорам. Указ № 6 нашего Революционного совета освободил около 11 миллионов безземельных и малоземельных крестьян от угнетения и кабальной зависимости ростовщиков. Указ № 7 Революционного совета ликвидировал позорные наследия феодализма, создававшие большие препятствия на пути воспитания подрастающего поколения рабочих, крестьян и всего трудового народа нашей родины, обеспечил равноправие женщин и мужчин. Указ № 8 Революционного совета, который посвящён демократической земельной реформе, нанёс удар по феодализму и навсегда освободил афганского крестьянина от векового гнёта феодалов".
Тогдашний начальник Первого главного управления КГБ СССР, а затем председатель КГБ СССР Владимир Крючков, встречавшийся с Тараки в июле 1978 года, в одном из своих мемуаров оставил примечательное воспоминание:

Беседа с Тараки состоялась в старинном королевском дворце… Всё сказанное Тараки произвело на меня тяжёлое впечатление — оно было пронизано революционной романтикой, верой в социалистическое будущее и оптимизмом, за которым скрывалась неопытность Политика и, я бы даже сказал, какая-то детская наивность. Я слушал и просто диву давался: прошло всего каких-то три месяца после апрельской революции, а афганское руководство, включая президента, уже вознеслось до небес, потеряло всякое чувство реальности. Тараки рассуждал о том, что НДПА, решившись на революцию и добившись Победы, была права исторически, а вот Москва со своим скептицизмом — как раз нет. «То, что сделано в Советском Союзе за 60 лет советской власти, в Афганистане будет осуществлено за пять лет», — восклицал президент. На вопрос, какой будет позиция новой власти в отношении ислама, последовал примечательный ответ: «Приезжайте к нам через год — и вы увидите, что наши мечети окажутся пустыми». Пожалуй, одного этого заявления было достаточно для того, чтобы понять: новый режим обречён. Потом я неоднократно вспоминал эти высказывания Тараки и всё отчётливее понимал всю глубину его заблуждений, подоплёку возникших из-за этого проблем. А ведь за ошибки недальновидных лидеров пришлось расплачиваться афганскому народу, ввергнутому в затяжное кровавое противоборство.

Социально-экономические преобразования в Афганистане, проводимые правительством НДПА, вследствие крупных ошибок, вызвали сопротивление в афганском обществе, которое по большей части оставалось традиционным и не было готово к радикальным преобразованиям. Это сопротивление на первых порах носило стихийный характер, а затем оно вылилось в вооружённую борьбу против кабульского режима.

#### Борьба с вооружённой оппозицией
Первоначально Тараки говорил: «Мы хотим очистить ислам в Афганистане от груза и грязи плохих традиций, суеверий и ошибочных верований. После этого у нас останется только прогрессивный, современный и чистый ислам». Действительно, первые три декрета, изданные НДПА, начинались с фразы «Во имя Бога милостивого, милосердного», но последующие пять декретов опускали эту фразу. Ещё в мае 1978 года на территорию Афганистана были заброшены вооружённые отряды Исламской партии Афганистана (лидер Г. Хекматияр) и под флагом «защиты ислама от еретиков» развернули вооружённую борьбу с новым режимом. В июне произошли первые вооружённые выступления против «демократических и антифеодальных мероприятий» центральных властей в провинциях Бадахшан, Бамиан, Кунар, Пактия и Нангархар. В следующем месяце Тараки в радио- и телеобращении к народу объявил, что правительство указало всем главам провинций и уездов «обратить пристальное внимание на святые религиозные ценности, обычаи и традиции народа и оказывать им всестороннюю защиту и покровительство», но уже в августе и сентябре того же года он объявил джихад против афганских братьев-мусульман, назвав их «врагами номер один». Ляховский пишет

Не проведя необходимой разъяснительной работы, НДПА объявила врагом номер один исламистскую экстремистскую организацию «Братья мусульмане». Без разоблачения антиправительственной деятельности отдельных мулл, режим стал проводить в отношении их жёсткие репрессивные мероприятия. При этом многие служители культа расстреливались на глазах верующих. Подобная практика возводила их в число «шахидов», что наносило прямой ущерб авторитету госвласти и отталкивало от участия в реформах правительства значительную часть народа, а также множило число его противников.

На территории соседнего Пакистана возникло множество оппозиционных военно-политических группировок, такие как Национальный исламский фронт Афганистана (НИФА), Исламская партия Халеса (ИПХ), Движение исламской революции Афганистана (ДИРА), Национальный фронт спасения Афганистана (НФСА). В приграничных с Афганистаном районах расположились их военные лагеря, перевалочные базы и учебные центры. К концу 1978 года началась массовая засылка в Афганистан подготовленных в Пакистане вооружённых отрядов и диверсионных групп и как отмечает Ляховский «с этого времени масштабы сопротивления правительству Н. М. Тараки стали быстро возрастать». Помимо вооружённых отрядов из-за границы, правительство пришлось использовать силу и для подавления внутренних выступлений. Ляховский пишет:

Действия армейских подразделений против сельской оппозиции, применение артиллерии и авиации для подавления её вооружённых выступлений повлекли за собой жертвы среди мирного населения, разрушение кишлаков и ирригационных систем, уничтожение урожая на полях. Это привело к тому, что мятежное движение постепенно стало расширяться. Под влиянием мулл и землевладельцев стихийное сопротивление сельских жителей приобрело организованный характер и приняло исламскую окраску. Но правительство, продолжая уповать только на силу, вводило в действие всё новые и новые боевые части, в том числе применяя их в тех районах, в которых традиционно армия никогда ранее даже не появлялась (зона расселения свободных пуштунских племён). Карательные меры против внутренней оппозиции и населения вызвали поток беженцев из Афганистана. Спасая детей и родственников, люди уходили из страны семьями, а иногда и целыми кишлаками. По мере нарастания боевых действий число беженцев увеличивалось, и вскоре этот процесс принял массовый характер. Например, если в 1973 г. в Пакистан эмигрировало несколько сот человек, а в 1978 г.— 110 тыс. чел., то только в сентябре—декабре 1979 г. их стало уже — 750 тыс. чел.

Начиная с 1979 года, внутриполитическая обстановка в Афганистане стала резко ухудшаться. Вооружённые антиправительственные формирования уже действовали во многих провинция страны. 12 марта лидер Национального фронта спасения Афганистана Себгатулла Моджаддеди издал фетву о начале джихада против правительства ДРА. 15 марта вспыхнул антиправительственный мятеж в Герате. На несколько дней город оказался под контролем мятежников, многие солдаты и офицеры дислоцированной там 17-й пехотной дивизии перешли на сторону вооружённой оппозиции. Для подавления мятежа власти бросили войска и авиацию. Швейцарские исследователи Пьер Аллан и Дитер Клей пишут: «В апреле 1979 г. после волнений в Герате, положение Тараки стало критическим. Восставшие контролировали провинции Пактия, Кунар, Герат, Урузган, Мазари-Шариф, Тахар, Бадахшан, Парван и Фарах…». В Афганистане разгоралась гражданская война и уже 18 марта Нур Мохаммад Тараки связался по телефону с Председателем Совета министров СССР А. Н. Косыгиным и попросил ввести в ДРА Советскую армию. В этой просьбе было отказано. 21 марта был раскрыт заговор в Джелалабадском гарнизоне; аресту подверглись более 230 солдат и офицеров.
| Телефонный разговор Н. М. Тараки с председателем Совета Министров СССР А. Н. Косыгиным от 18 марта 1979 г. |
| --- |
| А. Н. Косыгин. Скажите т. Тараки, что я хочу передать ему большой привет от Леонида Ильича и от всех членов Политбюро. Н. М. Тараки. Большое спасибо. А. Н. Косыгин. Как здоровье т. Тараки, не очень он устает? Н. М. Тараки. Не устаю. Сегодня было заседание Революционного совета. А. Н. Косыгин. Это хорошо, я очень рад. Попросите т. Тараки, может быть, он охарактеризует обстановку в Афганистане. Н. М. Тараки. Обстановка нехорошая, ухудшается. В течение полутора последних месяцев с иранской стороны было заброшено около 4 тыс. военнослужащих в гражданской одежде, которые проникли в город Герат и в воинские части. Сейчас вся 17-я пехотная дивизия находится в их руках, включая артиллерийский полк и зенитный дивизион, который ведёт огонь по нашим самолётам. В городе продолжаются бои. А. Н. Косыгин. Сколько в дивизии людей? Н. М. Тараки. До 5 тысяч человек. Все боеприпасы и склады в их руках. Из Кандагара самолётами возим продукты питания и боеприпасы нашим товарищам, которые сейчас ведут с ними бои. А. Н. Косыгин. А сколько там людей осталось у вас? Н. М. Тараки. 500 человек. Они находятся на гератском аэродроме во главе с командиром дивизии. В подкрепление им мы послали туда из Кабула на самолётах оперативную группу. Она находится с утра на аэродроме Герата. А. Н. Косыгин. А офицерский состав дивизии тоже изменил, или часть находится с командиром дивизии на аэродроме? Н. М. Тараки. Небольшая часть на нашей стороне, остальные находятся у противника. А. Н. Косыгин. Среди рабочих, среди городских мещан и служащих в Герате вы имеете поддержку? Есть ещё на вашей стороне кто-то? Н. М. Тараки. Активной поддержки со стороны населения нет. Оно почти целиком находится под влиянием шиитских лозунгов. «Не верьте безбожникам, а идите за нами»,— пропаганда на этом построена. А. Н. Косыгин. Сколько населения в Герате? Н. М. Тараки. 200—250 тысяч человек. Они ведут себя в зависимости от обстановки. Куда их поведут, туда они и пойдут. Сейчас они на стороне противника. А. Н. Косыгин. А рабочих там много? Н. М. Тараки. Мало очень — всего 1-2 тысячи человек. А. Н. Косыгин. Какие перспективы, по вашему мнению, в Герате? Н. М. Тараки. Мы считаем, что сегодня вечером или завтра утром Герат падет и будет полностью в руках противника. А. Н. Косыгин. Какие же дальше перспективы? Н. М. Тараки. Мы уверены, что противник будет формировать новые части и пойдет дальше в наступление. А. Н. Косыгин. У вас нет сил нанести им поражение? Н. М. Тараки. Если бы были… А. Н. Косыгин. Какие же ваши предложения по этому вопросу? Н. М. Тараки. Мы просим, чтобы вы оказали практическую и техническую помощь людьми и вооружением. А. Н. Косыгин. Это вопрос очень сложный. Н. М. Тараки. В противном случае мятежники пойдут в сторону Кандагара и дальше в сторону Кабула. Они приведут половину Ирана в Афганистан под флагом гератской дивизии. Вернутся афганцы, которые убежали в Пакистан. Иран и Пакистан работают по одному плану против нас. И поэтому, если вы нанесёте сейчас по-настоящему удар по Герату, то можно будет спасти революцию. А. Н. Косыгин. Об этом сразу узнает весь мир. У мятежников есть рации, они сразу же сообщат. Н. М. Тараки. Я прошу, чтобы вы оказали помощь. А. Н. Косыгин. Мы должны по этому вопросу посоветоваться. Н. М. Тараки. Пока будете советоваться, Герат падет, и будут ещё большие трудности и для Советского Союза, и для Афганистана. А. Н. Косыгин. Теперь, может быть, вы мне скажете, какие вы даете прогнозы по Пакистану и потом отдельно по Ирану? У вас нет связи с передовыми людьми Ирана? Вы не можете им сказать, что у вас главный враг сейчас — Соединенные Штаты. Иранцы очень озлоблены против Соединенных Штатов, и в пропагандистском плане это, очевидно, можно использовать. Н. М. Тараки. Мы сегодня сделали заявление иранскому правительству, передали его по радио, указав, что Иран вмешивается во внутренние дела в районе Герата. А. Н. Косыгин. А Пакистану вы не считаете нужным сделать какое-либо заявление? Н. М. Тараки. Завтра или послезавтра сделаем такое же заявление по Пакистану. А. Н. Косыгин. Вы надеетесь на свою армию? Какова её надежность? Вы не можете собрать войска, чтобы ударить по Герату? Н. М. Тараки. Мы считаем, что армия надежна. Но снять войска из других городов, чтобы направить их в Герат, мы не можем, так как это ослабит наши позиции в других городах. А. Н. Косыгин. А если мы быстро дадим дополнительно самолёты и оружие, вы не сможете сформировать новые части? Н. М. Тараки. Это потребует много времени, и Герат падет. А. Н. Косыгин. Вы считаете, что если Герат падет, то Пакистан предпримет такие же действия со своей границы? Н. М. Тараки. Вероятность этого очень велика. Моральный дух пакистанцев после этого поднимется. Американцы оказывают им соответствующую помощь. После падения Герата также направят в гражданской одежде солдат, которые начнут захватывать города, и иранцы будут активно вмешиваться. Успех в Герате — это ключ ко всем остальным вопросам, связанным с борьбой. А. Н. Косыгин. Какие бы вы хотели иметь с нашей стороны внешнеполитические акции, заявления? У вас есть какие-либо соображения по этому вопросу в пропагандистском плане? Н. М. Тараки. Надо сочетать и пропагандистскую и практическую помощь. Я предлагаю, чтобы вы на своих танках и самолётах поставили афганские знаки, и никто ничего не узнает. Ваши войска могли бы идти со стороны Кушки и со стороны Кабула. А. Н. Косыгин. До Кабула надо ещё дойти. Н. М. Тараки. От Кушки очень близко до Герата. А в Кабул можно доставить войска и на самолётах. Если вы пришлете войска в Кабул и они пойдут из Кабула на Герат, то никто ничего не узнает, по нашему мнению. Будут думать, что это правительственные войска. А. Н. Косыгин. Я не хочу вас огорчать, но скрыть это не удастся. Это будет известно всему миру через два часа. Все начнут кричать, что началась интервенция в Афганистане со стороны Советского Союза. Скажите, Тараки, если на самолётах мы поставим вам оружие в Кабул, включая танки, то вы найдете танкистов или не найдете? Н. М. Тараки. Очень небольшое количество. А. Н. Косыгин. А сколько? Н. М. Тараки. Точных данных не имею. А. Н. Косыгин. А если на самолётах быстро прислать вам танки, необходимые боеприпасы, дать миномёты, то вы найдете специалистов, которые могут использовать это оружие? Н. М. Тараки. На этот вопрос ответа я не могу дать. На него могут ответить советские советники. А. Н. Косыгин. Значит, можно понять так, что в Афганистане хорошо подготовленных военных кадров нет или их очень мало. В Советском Союзе прошли подготовку сотни афганских офицеров. Куда же все они делись? Н. М. Тараки. Большая часть их — мусульмане-реакционеры, эхванисты, или, как они ещё называются, «Братья мусульмане». На них положиться не можем, не уверены в них. А. Н. Косыгин. В Кабуле сейчас сколько населения? Н. М. Тараки. Около миллиона человек. А. Н. Косыгин. Вы не можете ещё 50 тысяч солдат набрать, если дать вам оружие быстро по воздуху? Сколько вы можете набрать людей? Н. М. Тараки. Мы можем набрать некоторое количество людей, прежде всего из молодёжи, но потребуется большое время, чтобы их обучить. А. Н. Косыгин. А студентов нельзя набрать? Н. М. Тараки. Можно говорить о студентах и учащихся 11-12 классов лицеев. А. Н. Косыгин. А из рабочего класса нельзя набрать? Н. М. Тараки. Рабочего класса в Афганистане очень мало. А. Н. Косыгин. А беднейшее крестьянство? Н. М. Тараки. База может быть только из лицеистов старших классов, студентов и немного из рабочих. Но научить их — это долгая история. Но, когда нужно будет, пойдем на любые меры. А. Н. Косыгин. Мы приняли решение срочно поставить вам военное имущество, принять в ремонт самолёты вертолеты — все это бесплатно. Приняли также решение поставить вам 100 тысяч тонн зерна, повысить цену на газ с 21 доллара за 1 тысячу м³ до 37,82 доллара. Н. М. Тараки. Это хорошо, но давайте поговорим о Герате. А. Н. Косыгин. Давайте. Не можете ли вы сейчас сформировать несколько дивизий в Кабуле из передовых людей, на которых вы можете положиться, и не только в Кабуле, но и в других местах? Мы дали бы соответствующее вооружение. Н. М. Тараки. Нет офицерских кадров. Иран посылает в Афганистан военных в гражданской одежде. Пакистан посылает также в афганской одежде своих людей и офицеров. Почему Советский Союз не может послать узбеков, таджиков, туркменов в гражданской одежде? Никто их не узнает. А. Н. Косыгин. Что вы можете ещё сказать по Герату? Н. М. Тараки. Хотим, чтобы к нам послали таджиков, узбеков, туркменов, для того чтобы они могли водить танки, так как все эти народности имеются в Афганистане. Пусть наденут афганскую одежду, афганские значки, и никто их не узнает. Это очень лёгкая работа, по нашему мнению. По опыту Ирана и Пакистана видно, что эту работу легко делать. Они дают образец. А. Н. Косыгин. Конечно, вы упрощаете вопрос. Это сложный политический, международный вопрос. Но, независимо от этого, мы ещё раз посоветуемся и дадим вам ответ. Мне кажется, что вам нужно было бы попытаться создавать новые части. Ведь нельзя рассчитывать только на силу людей, которые придут со стороны. Вы видите по опыту иранской революции, как народ выбросил всех американцев оттуда всех других, которые пытались изображать из себя защитников Ирана. Условимся вами так: мы посоветуемся и дадим вам ответ. А вы, со своей стороны, посоветуйтесь со своими военными, нашими советниками. Есть же силы в Афганистане, которые будут вас поддерживать с риском для жизни и будут бороться за вас. Эти силы надо сейчас вооружать. Н. М. Тараки. Посылайте боевые машины пехоты самолётами. А. Н. Косыгин. А у вас есть кому водить эти машины? Н. М. Тараки. На 30-35 машин есть водители. А. Н. Косыгин. Они надежны? Не уйдут к противнику вместе с машинами? Ведь наши водители языка не знают. Н. М. Тараки. А вы пришлите машины вместе с водителями, которые знают наш язык,— таджиками, узбеками. А. Н. Косыгин. Я и ожидал такого ответа от вас. Мы товарищи с вами и ведем совместную борьбу, поэтому стесняться друг друга нечего. Этому надо и все подчинить. Мы вам ещё позвоним, скажем наше мнение. Н. М. Тараки. Передайте наше уважение и наилучшие пожелания товарищу Брежневу, членам Политбюро. А. Н. Косыгин. Спасибо. Передайте привет всем своим товарищам. А вам желаю твёрдости в решении вопросов, уверенности и благополучия. До свидания. |

Между тем резко ухудшилось состояние и в самих вооружённых силах; значительного масштаба приняло дезертирство среди военнослужащих. К маю на сторону вооружённой оппозиции перешло около 10 тыс. солдат и офицеров. Непростая внутриполитическая обстановке в стране вызывала озабоченность среди правозащитных организаций. Ещё 18 декабря 1978 года Тараки объявил о том, что с момента революции его правительство освободило 12 223 заключённых, а 10 марта 1979 года он отвергнул информацию о наличии от 14 до 20 тыс. политических заключённых, заявив, что таких не более чем 1356 человек. Однако Amnesty International сообщало о массовых арестах политических заключённых из всех оппозиционных групп. В Чёрной книге коммунизма, выпущенной французскими авторами в 1997 году, приводятся случаи террора, имевшее место в период правления НДПА, в том числе и в 1979 году. Так 15 августа того же года по подозрению в поддержке вооружённой оппозиции были арестованы 300 хазарейцев, причём «Сто пятьдесят из них были погребены заживо с помощью бульдозеров; остальных же облили бензином и заживо сожгли». Исследователь Майкл Барри пишет:

В марте 1979 года деревня Керала стала афганским Орадур-сюр-Глан: 1700 взрослых и детей, всё мужское население посёлка, было согнано на площадь и расстреляно в упор; мёртвые и раненые с помощью бульдозера были погребены вперемешку в трёх общих могилах. До смерти перепуганные женщины ещё долго видели, как колыхалась, вздымаясь холмиками, земля — это погребённые заживо пытались выбраться наружу. Потом — ничего, тишина. Матери и вдовы все как одна бежали в Пакистан. И эти «продавшиеся китайско-американским империалистам контрреволюционные феодалки» в своих жалких беженских халупах, рыдая от боли, с ужасом рассказывали о том, что им довелось пережить.

20 июля вооружённые боевики предприняли попытку захватить Гардез, а 23 июля в столице произошло вооружённое выступление большой группы шиитов под антиправительственными, хомейнистскими лозунгами. На этом фоне весной было провозглашено создание «свободного Нуристана», а в августе хазарейцы создали собственную администрацию и провозгласили «независимую исламскую республику Хазараджат» во главе с «Союзом исламских воинов Афганистана», вооружённым отрядам которой удалось захватить ряд крупных населённых пунктов в провинциях Гур, Бамиан, Урузган и Герат.

### Свержение

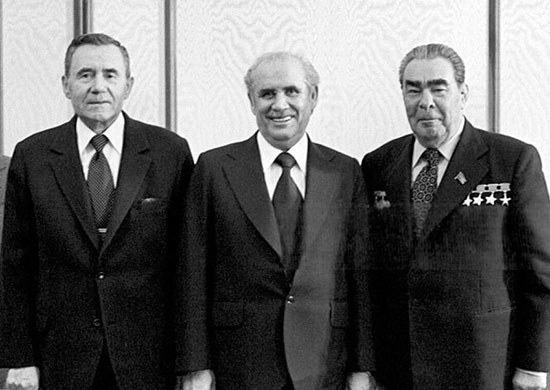
Громыко, Тараки и Брежнев в Москве, сентябрь 1979 года

1 сентября 1979 года Нур Мохаммад Тараки отправился в Гавану для участия в VI Конференции глав государств и правительств неприсоединившихся стран. По пути домой Тараки сделал короткую остановку в Москве. 14 сентября при недостаточно выясненных обстоятельствах в госрезиденции Тараки произошла перестрелка его телохранителей с охраной премьер-министра Хафизуллы Амина. Генерал Ляховский даёт следующее описание этих событий:

Версий несколько. Однако если опустить нюансы, суть их сводится к тому, что X. Амин, стремясь «взять всю полноту власти в свои руки», знал о том, что Н. М. Тараки предупреждён в Москве Л. И. Брежневым о готовящемся заговоре. Вероятнее всего (сейчас это проверить уже невозможно), такую информацию ему мог передать личный адъютант-телохранитель Н. М. Тараки подполковник С. Тарун, с которым Генсек ЦК НДПА по неосторожности, видимо, поделился своей озабоченностью в самолёте во время возвращения из СССР. Ведь он не мог даже предположить, что его личный телохранитель уже давно «работает» на X. Амина, более того, является одним из его активнейших осведомителей и пособников. Возможно, что исчерпывающую информацию X. Амин получил от начальника Генерального штаба Якуба, которому Н. М. Тараки поставил задачу по усилению бдительности. Подполковник С. Д. Тарун не предполагал, конечно, что через каких-то несколько дней X. Амин в благодарность за бесценную информацию и редкую преданность благосклонно пожертвует им, позволит ему погибнуть в ходе, как считают, хорошо разыгранного фарса — инсценированного X. Амином покушения на самого себя.
Утром 14 сентября Н. Тараки позвонил X. Амину и пригласил его к себе, сказав, что это предложение исходит и от советских товарищей. Кстати, 13-14 сентября советский посол в Кабуле A. M. Пузанов действительно настаивал на такой встрече для примирения обоих лидеров НДПА. Советские представители рассчитывали, что полученное накануне личное послание Л. И. Брежнева, призывающее Н. Тараки и X. Амина не допустить раскола в партийном и государственном руководстве страны, сыграет свою роль (в это время в Афганистане находился главнокомандующий Сухопутными войсками генерал армии И. Г. Павловский, его отозвали в Москву 3 ноября). Неожиданно, после многих отказов, на этот раз Амин согласился на встречу. Приехав в середине дня с усиленной охраной в резиденцию «соперника», он стал подниматься по тыльной лестнице, ведущей к квартире Н. М. Тараки, в сопровождении встретившего его подполковника С. Таруна. В это время раздались автоматные очереди. Возникла неразбериха и паника. Кто-то убит, кто-то ранен. X. Амин успел добежать до машины и уехал, а Тарун, встречавший его и шедший впереди, был изрешечён пулями. Кроме того, был тяжело ранен В. Зирак. Получил ранение в плечо и врач Азим, который нёс чай и случайно попал под огонь.
Как рассказывал потом И. Г. Павловский: "В комнату вбежала перепуганная жена Тараки и сообщила, что убит адъютант-телохранитель — Тарун. Побледневший Тараки, глядя в окно и видя, как уезжает Амин, сокрушенно произнёс: «Это всё, это конец…» <…> Впрочем, это сейчас выяснить вряд ли возможно. Свидетели и участники перестрелки на следующий день после инцидента были арестованы и бесследно исчезли. В беседе со мной весьма авторитетные сотрудники КГБ СССР утверждали, подобные действия X. Амина явились ответной мерой для срыва замыслов Н. М. Тараки: «Генсек НДПА тогда приказал убить X. Амина». По мнению генерал-майора В. Заплатина, это была попытка со стороны Н. М. Тараки устранить X. Амина, так как огонь из автоматов открыли его адъютанты, наиболее доверенные люди Н. М. Тараки. Далее события развивались стремительно. По сигналу начальника Генерального штаба генерала Якуба войска Кабульского гарнизона вошли в город, взяли под охрану правительственные объекты, блокировали резиденцию Н. М. Тараки и фактически изолировали его.

16 сентября под председательством Шах Вали прошёл чрезвычайный пленум ЦК НДПА, на котором было принято решение исключить Нур Мохаммада Тараки из партии за организацию покушения на Амина, убийство члена ЦК партии Сеида Дауда Таруна и другие беспринципные действия, а также отстранить его с поста председателя Революционного совета. В закрытом письме ЦК НДПА членам партии была изложена следующая интерпретация событий тех дней:
Попытка Н. М. Тараки осуществить террористический заговор против товарища Хафизуллы Амина провалилась.
…Товарищ X. Амин проявил свою принципиальность, разоблачая культ личности Тараки. Активные сторонники Тараки — Асадулла Сарвари, Сайд Мухаммед Гулябзой, Шир Джан Маздурьяр, Мухаммед Аслам Ватанджар — всячески способствовали утверждению культа личности Тараки. Он и его группа желали, чтобы значки с его изображением носили на груди халькисты. Товарищ X. Амин решительно выступал против этого и заявил, что даже В.И. Ленин, Хо Ши Мин и Ф. Кастро не допускали подобного при своей жизни.
Н. Тараки при согласии и с одобрения своей банды хотел, чтобы города, учреждения, улицы были названы его именем. Кроме того, предпринимались усилия в целях сооружения большого памятника Н. Тараки, что вызвало резкий протест со стороны товарища X. Амина.

…Банда Н. Тараки постепенно самоизолировалась, перестала подчиняться председателю Совета министров страны и действовала, как независимая группа во главе с Н. Тараки…
В средствах массовой информации сообщили, что «Пленум всесторонне и внимательно рассмотрел просьбу Н. М. Тараки, в котором он сообщает, что по состоянию здоровья не может продолжать исполнять партийные и государственные обязанности. Пленум единогласно решил удовлетворить эту просьбу и вместо него избрать генеральным секретарём ЦК НДПА члена политбюро ЦК партии, премьер-министра ДРА товарища Х. Амина».

### Смерть
Ещё 23 сентября Амин утверждал, что Тараки жив и проходит лечение. Утром 10 октября афганское информационное агентство Бахтар объявило по кабульскому радио и телевидению, что Нур Мохаммад Тараки скончался «9 октября в результате серьёзного заболевания, которое длилось уже в течение некоторого времени» и что «тело покойного захоронено в фамильном склепе». В действительности по приказу Амина офицеры задушили Тараки подушками. Общее руководство этой акцией осуществлял начальник президентской гвардии майор Джандад, а непосредственными исполнителями этого преступления стали начальник КАМ (службы безопасности) капитан Абдул Хадуд, командир одного из подразделений, охранявших дворец Амина старший лейтенант Мохаммад Экбаль и заместитель начальника президентской гвардии по политической части старший лейтенант Рузи. В ходе следствия по делу об убийстве Тараки был допрошен бывший начальник отдела контрразведки Гвардии Дома народов старший лейтенант Мохаммад Экбаль, который рассказал:

У входа во дворец мы встретили Вудуда. Рузи спросил его: «Где он?». «Здесь в комнате», — ответил Вудуд. Когда мы вошли в комнату, то увидели Тараки, который стоял посреди комнаты. На его плечи был накинут халат. Рузи, обращаясь к Тараки, сказал: «Нам приказано доставить Вас в другое место». Тараки попросил взять его багаж. Рузи успокоил Тараки, попросив его идти вниз, и сказал, что он сам позаботится о багаже. Тараки подошёл к своим вещам, открыл маленький чемодан и сказал, что в чемодане находится 45000 афгани и некоторые ювелирные изделия и попросил передать их детям в случае, если они ещё живы. Рузи опять заявил: «Оставьте всё здесь. Мы непременно передадим это». Тараки спустился вниз, а за ним последовал Рузи. Когда мы все спустились, Рузи попросил Тараки войти в одну из нижних комнат. В это время мы ещё не знали, каким образом Рузи должен был убить Тараки. В это время мы слепо следовали приказам Рузи.
Когда мы вошли в комнату, Тараки снял свои часы и попросил Рузи, чтобы он передал их Амину. Затем вытащил из кармана свой партийный билет и протянул его Рузи. Рузи, я и Вудуд связали руки Тараки. В это время Тараки попросил у Вудуда стакан воды, а он в свою очередь обратился с этой просьбой ко мне. Я вышел за водой, однако Рузи запретил мне приносить воду и закрыл дверь. На следующий день, когда я спросил у Рузи, почему он запретил мне принести воду Тараки, он ответил, что в противном случае это доставило бы неудобство Тараки. Рузи принёс матрац Тараки и сказал, чтобы он лёг на него. Тараки послушался и лёг. В это время я весь дрожал. Я не был в состоянии двигаться. Рузи закрыл Тараки рот. У Тараки начали дёргаться ноги и Рузи пришлось приказать Вудуду связать ему ноги. А мне приказал стать на его колени. Через несколько минут Рузи отпустил Тараки, а затем снова прикрыл его лицо подушкой. Когда Рузи вторично отпустил Тараки, тот уже был мёртв.
Рузи приказал мне пойти к командующему гвардией и забрать у него белую ткань. По возвращении я заметил, что Рузи и Вудуд завернули труп Тараки в одеяло. Труп мы положили в машину. Когда мы проезжали мимо ворот гвардии, нас остановил командующий и передал Рузи аппарат связи с тем, чтобы в случае опасности мы своевременно могли доложить ему. По пути на кладбище мы заметили, что милицейская машина следует за нами. На кладбище мы сменили одежду Тараки и затем опустили его тело в могилу. После похорон мы связались с Джандадом и доложили ему о том, что задание выполнено. По нашему возвращению командующий поднял трубку и позвонил кому-то. При этом мы все плакали. Джандад, увидев наши слёзы, рассердился и сказал: «Вы не должны плакать. Это решение партии и её Центрального комитета. А мы с вами обязаны подчиняться приказам руководства».

По распоряжению начальника Генерального штаба Якуба Нур Мохаммада Тараки похоронили на кладбище Колас Абчикан («Холме мучеников»), а его семью препроводили в тюрьму Пули-Чархи.